# 华夫人 (马殷)
华夫人（10世纪—930年代），五代十国楚国开国之君马殷妾，有子马希杲。
马希杲为静江节度使，镇桂州，有善政。其兄文昭王馬希範继位后，疑忌之，在天福元年（936年）四月南汉入侵蒙州、桂州时，亲自到桂州。马希杲和母亲华夫人亲自到全益岭迎接马希范。华夫人害怕，请罪称“马希杲为治无状，致冦戎入境辱，殿下亲涉险阻，皆妾罪也，愿削封邑，洒扫掖庭，以赎希杲罪。”马希範故作慰藉：“我久不见希杲，闻其治行尤异，故来省之，无它。”但并没有存善心，改以马希杲知朗州。不久华夫人卒，马希杲也被马希范害死。